# Антоній (Павлинський)
Архієпископ Антоній (в миру Олександр Іванович Павлинський; 29 листопада 1801, Притики — 29 березня 1878, Владимир) — церковний діяч Російської імперії. Єпископ Російської православної церкви, єпископ Острогожський, вікарій Воронезької єпархії; єпископ Староруський, вікарій Нижегородської єпархії; єпископ Архангельський і Холмогорський; Нижегородський і Арзамаський. Архієпископ Володимирський і Суздальський
В Україні — архієпископ Волинський і Житомирський.

## Біографія
Народився в сім'ї священика. Закінчив Макаріївське духовне училище, в 1827 році — Костромську духовну семінарію.
14 вересня 1829 пострижений у чернецтво, 6 липня 1831 висвячений у сан ієромонаха.
У 1831 році закінчив курс Санкт-Петербурзької духовної академії зі ступенем магістра богослов'я і 30 вересня 1831 призначений інспектором Калузької духовної семінарії і професором богослов'я.
10 травня 1832 переведений інспектором Санкт-Петербурзької духовної семінарії і призначений ректором Олександро-Невського духовного училища.
5 вересня 1838 возведений у сан архімандрита. З 17 вересня 1840 настоятель Антонієва Римлянина монастяря і ректор Новгородської духовної семінарії.
8 липня 1852 хіротонізований на єпископа Острогозького, вікарія Воронезької єпархії, з 3 жовтня 1853 єпископ Староруський, вікарій Новгородської єпархії.
З 28 грудня 1854 єпископ Архангельський і Холмогорський, з 20 липня 1857 єпископ Нижегородський і Арзамаський, в обох єпархіях боровся з старообрядництвом, критикував П. І. Мельникова-Печерського за симпатії до старообрядців.
З 29 серпня 1860 єпископ Волинський і Житомирський. Мав негативну думку про волинське духівництво, вважав його непокірним, ополяченим і вони невідповідають своєму призначенню — служити оплотом Православ'я і відстоювати інтереси населення у зв'язку з чим прагнув ставити на парафії священиків — вихідців з Московщини. Місцеве духовенство вороже ставилося до архієрея. З приводу різних упущень і заворушень преосвященний Антоній мав звичай робити зауваження священикам прямо в церкві і іноді в різкій формі. Замість скромного підпорядкування його вимогам він зустрічав образливі для нього протести. Ці образи були такі численні, що залишили в ньому важкі спогади.
8 квітня 1862 возведений у сан архієпископа.
17 червня 1866 переведений на Володимирську і Суздальську кафедру. У першій своїй промові на Володимирській кафедрі, яку преосвященний займав після Волинської, він сказав: «Дякую Богові, що вивів мене з землі Єгипетської».
Помер 29 березня 1878. Похований у Різдвяному соборі міста Володимира.